# Luigi Molinari
Luigi Molinari (Crema, 15 dicembre 1866 – Milano, 12 luglio 1918) è stato un avvocato, anarchico e pubblicista italiano.

## Biografia
Avvocato di professione, diventa una delle figure di maggior spicco della sinistra a Mantova, dove si è stabilito per esercitare la professione. Di idee anarchiche dal 1899 assume la direzione de La Favilla, periodico internazionalista fondato da Paride Suzzara Verdi e fonda il giornale Il Grido dell'operaio nel 1891. 

Attivo conferenziere in tutta Italia, nel dicembre 1893 tiene alcune conferenze a Carrara. Su questa base, dopo lo scoppio dei Moti di Lunigiana nel gennaio dell'anno successivo, viene accusato di esserne il principale promotore. Il Tribunale militare lo condanna a 23 anni di reclusione e tre anni di segregazione cellulare. L'enormità della sentenza (Molinari non si trovava in Lunigiana durante i moti e viene arrestato prima della promulgazione dello stato d'assedio) provoca forte disagio anche nell'opinione pubblica moderata. L'on. Matteo Imbriani presenta un'interpellanza in Parlamento e Il Giornale di Brescia, ispirato dall'on. Zanardelli esprime profondo disagio. 35.000 cittadini milanesi sottoscrivono una lettera al re per ottenerne la liberazione. Lo stesso ex ministro della Giustizia Zanardelli aderisce al ricorso in appello.

In Cassazione la pena verrà poi ridotta a sette anni e Molinari verrà scarcerato grazie al condono del settembre 1895
Dopo il ritorno in libertà continua ad impegnarsi nel movimento anarchico diventandone una delle figure di maggiore spicco a livello internazionale. Si dedica in particolare al tema dell'istruzione popolare e diventa fautore della scuola razionalista di Francisco Ferrer.

Nel 1901 fonda a Mantova la rivista L'Università popolare, che dirigerà fino alla morte. Collabora con numerosi periodici anarchici in Italia e all'estero e nel 1904 pubblica la sua opera di maggior rilievo Il tramonto del diritto penale, collabora con la scuola razionalista di Clivio e ne costituisce una anche a Milano, dove si è trasferito nel 1905.

Dal 1913 la sua attività antimilitarista diventa intensissima, prima a sostegno della campagna a favore di Augusto Masetti successivamente contro l'intervento dell'Italia nella prima guerra mondiale

Dopo lo scoppio della guerra continua la sua attività propagandistica, anche se rallentata dagli stretti controlli di polizia, nel 1915 è costretto a chiudere la scuola razionalista di Milano. Muore per un improvviso malore il 12 luglio 1918.